# 黒執事サウンドコンプリート BLACK BOX
『黒執事サウンドコンプリート BLACK BOX』（くろしつじサウンドコンプリート ブラック・ボックス）は、『黒執事』アニメ第1期の放映終了以降に発売された期間生産限定盤の3枚組CD-BOX作品。2009年8月26日にアニプレックスから発売された。

## 概要
Disc 1と2が岩崎琢によるサウンドトラック、Disc 3が本編の主題歌とセバスチャン（小野大輔）が歌うキャラクターソング2曲からなるコンプリート音楽集になっている。
2009年12月末日までの期間生産限定豪華BOX盤で、特典として枢やな描き下ろしイラスト・ワイドキャップステッカーと特製ライナーノーツが封入されている。

## 収録内容

### Disc 1 SOUNDTRACK DISC
1. Nigram Clavem [1:31]
2. Prologue [0:10]
3. 坊ちゃんに紅茶とスコーンを [2:47]
4. Die Hasen！ [2:28]
5. La gardenia [3:24]
6. 執事たるもの [2:37]
7. 裏社会の秩序 [2:59]
8. The butler [3:25]
9. Coffin man [3:08]
10. The Dark Crow Smiles [5:24]
11. Ciel [2:19]
12. Faint smile [3:24]
13. Jazzin’ [2:35]
14. di“a”vertiment [2:42]
15. Home Again [3:32]
16. 英国の闇 [2:50]
17. 二度と戻らない大切な… [3:01]
18. 王手を [2:47]
19. Wie schon！ [2:49]
20. マダム・レッドの思い出に～1レディ・レッド [2:41]
21. マダム・レッドの思い出に～2リコリスの色 [2:02]
22. a diabolic waltz [3:11]
23. Intermission：Sebastian Michaelis Version [0:09]

### Disc 2 SOUNDTRACK DISC
1. Intermission：Ciel Phantomhive Version [0:10]
2. Si deus me relinquit [6:56]
3. 人形の館 [1:42]
4. リジー [2:54]
5. The Stranger from India [2:48]
6. ジョー・アーギャー [2:47]
7. “神”に仕えし者 [3:09]
8. rudra [2:41]
9. The right hand of God [3:07]
10. small wild flower [2:30]
11. Ich bin der Welt abhanden gekommen [3:58]
12. Never More [3:29]
13. 誇り高き女王の狗 [2:58]
14. The Dark Crow Smiles（remix） [4:03]
15. Call thy name，“Stella Mystica” [3:53]
16. A Gleam in the distance [5:10]

### Disc 3 THEME SONG CHARACTER SONG DISC
1. モノクロのキス [3:59]
歌 - シド
作詞：マオ、作曲：Shinji、編曲：シド・西平彰
2. I'm ALIVE! [3:14]
歌 - BECCA
作詞 - BECCA,Meredith Brooks、作曲：TABO、編曲 - Chris Satriani
3. Lacrimosa [4:14]
作詞・作曲・編曲：梶浦由記 / 歌 - Kalafina
4. 貴方の声が色褪せようとも、盟約の歌がその胸に届きますように。 [4:27]
歌 - セバスチャン（小野大輔）
作詞：菊地はな、作曲・編曲：岡部啓一
5. 月の雨 [5:10]
作詞：菊地はな、作曲・編曲：岡部啓一